# NAT Port Mapping Protocol
NAT Port Mapping Protocol (NAT-PMP) est un protocole réseau proposé par Apple à l'IETF et publié informellement dans RFC 6886.
Le protocole NAT-PMP permet à un ordinateur d'un réseau privé (derrière une passerelle NAT) de configurer automatiquement la passerelle afin que les machines à l'extérieur du réseau privé puissent le contacter. Il automatise principalement le processus de redirection de port.
NAT-PMP offre également la possibilité d'obtenir l'adresse IP publique d'une passerelle NAT. Ceci autorise un client à communiquer cette adresse IP publique ainsi que le numéro de port ouvert sur la passerelle à des pairs souhaitant communiquer avec lui.
Le NAT-PMP est le prédécesseur du Port Control Protocol (PCP).
NAT-PMP est une alternative à la fonction de configuration Internet Gateway Device (IGD) du protocole UPnP.
Le protocole NAT-PMP fait partie des protocoles Zeroconf.

## Fonctionnement
NAT-PMP utilise le protocole UDP pour communiquer avec le port 5351 de la passerelle par défaut.

## Logiciels exploitant NAT-PMP
- Apple Bonjour, une implémentation d'Apple des protocoles Zeroconf (disponible pour Mac OS X 10.4 et ultérieurs et Microsoft Windows)
- BitTorrent (logiciel), un client Bittorrent de partage de fichier
- Colloquy, un client IRC
- Deluge, un client Bittorrent de partage de fichier
- Halite, un client Bittorrent de partage de fichier
- µTorrent, un client Bittorrent de partage de fichier
- Nicecast, a music streaming program
- qBitTorrent, un client Bittorrent de partage de fichier
- Transmission, un client Bittorrent de partage de fichier
- Vuze, un client Bittorrent de partage de fichier

## Routeurs exploitant NAT-PMP
- Airport Express
- Airport Extreme
- Openwrt (firmware alternatif)

- Seemic
- Time Capsule

### Technologies similaires ou associées
- Redirection de port
- STUN
- Universal Plug and Play
- Zeroconf